# Edmond Leburton
Edmond Leburton (1915 — 1997) foi um político da Bélgica. Ocupou o lugar de primeiro-ministro da Bélgica de 26 de janeiro de 1973 a 25 de abril de 1974.

## Primeiro-ministro da Bélgica
Leburton serviu como primeiro-ministro da Bélgica de janeiro de 1973 a abril de 1974. Uma série de reformas foram realizadas sob o governo de Leburton, incluindo uma lei sobre "minoria prolongada" (junho de 1973) para proteger as pessoas com deficiência mental, a introdução de ajustes anuais nas pensões ao nível de prosperidade econômica (março de 1973) e a aprovação de uma lei que fortaleceu os direitos dos inquilinos (novembro de 1973). Além disso, foram feitas melhorias em vários benefícios da previdência social. Ele foi o último falante nativo de francês a ocupar esse cargo, desconsiderando o bilíngue Paul Vanden Boeynants de Bruxelas, até que Elio Di Rupo assumiu o cargo em dezembro de 2011. Ele era membro do Partido Socialista. Leburton também foi o último membro desse partido a ocupar o cargo de primeiro-ministro até Elio Di Rupo.